# Torreglia
Torreglia är en ort och kommun i provinsen Padova i regionen Veneto i Italien. Kommunen hade 6 140 invånare (2018).